# Кингоний Варон
Кингоний Варон (на латински: Cingonius Varro; † 68 г.) е политик на Римската империя през 1 век.
През 61 г. след убийството на градския префект Луций Педаний Секунд той дава безуспешното предложение да се изгонят неговите освободени от Италия.
През 68 г. е номиниран за консул и пише реч за преторианския префект и узурпатор Нимфидий Сабин, за което император Галба го наказва със смърт..